# Peter and Alice
Peter and Alice è un'opera teatrale di John Logan, messa in scena per la prima volta nel marzo 2013 a Londra.

## Trama
In una libreria in Oxford Street nella Londra del 1932 si inaugura una speciale esposizione dedicata alla memoria di Lewis Carroll. Ad essa sono invitati a partecipare due ospiti di eccezione: Alice Liddell Hargreaves (ottantenne nobildonna decaduta che, durante l'infanzia, ispirò al reverendo Dogson la figura di Alice) e Peter Llewelyn Davies (editore sulla trentina che da bambino, insieme ai fratelli George, John, Nicholas e Michael Llewelyn Davies, fu di ispirazione a J.M. Barrie per la creazione di Peter Pan). Aspettando il loro ingresso in scena, queste due persone dal trascorso così singolare cominciano a rievocare i rispettivi passati, che prendono vita davanti ai loro occhi: così la scena si popola di nuovi e celebri personaggi, tra cui Alice, Peter Pan e gli scrittori di questi storie. Ma, insieme alle fantasie, si ripresentano anche i vecchi incubi e fantasmi: il matrimonio disastroso di Alice, la morte dei genitori di Peter, il rapporto controverso con le persone a cui fungevano da muse. Sia Carroll che Barrie vengono smascherati nella loro morbosità, nella loro debolezza, nel loro rapporto ambiguo con questi bambini. Mentre l'anziana Alice riesce ad avere un rapporto sereno con il passato, abbracciandolo come unica fonte di ricordi felici, Peter incolpa Barrie di tutti i fallimenti umani e professionali della sua vita.

## Produzione
Peter and Alice debutta al Noël Coward Theatre di Londra il 25 marzo 2013 e rimane in scena fino al 1 giugno dello stesso anno. Lo spettacolo era diretto da Michael Grandage e si avvaleva della scenografia e costumi di Christopher Oram e del disegno luci di Paul Constable. Il cast comprende Judi Dench (Alice Liddell), Ben Whishaw (Peter Llewelyn Davies), Nicholas Farrell (Lewis Carroll), Derek Riddell (J.M. Barrie), Olly Alexander (Peter Pan), Ruby Bentall (Alice) e Stefano Braschi (nel triplice ruolo di Michael Llewelyn Davies, Reginald Hargreaves e Arthur Llewelyn Davies).

## Accoglienza
La produzione ha ricevuto buone recensioni, specialmente per le interpretazioni di Whishaw e Dench. Nel 2014 è stato nominato a due Laurence Olivier Awards come miglior nuova opera teatrale e migliore attrice protagonista (Dench), senza però vincerli.